# (4194) Sweitzer
(4194) Sweitzer (1982 RE) – planetoida z pasa głównego asteroid okrążająca Słońce w ciągu 4,43 lat w średniej odległości 2,7 j.a. Odkryta 15 września 1982 roku.